# Last Girl on Earth Tour
Last Girl on Earth Tour é a segunda digressão mundial de Rihanna para promover o seu quarto álbum de estúdio, Rated R programada para iniciar a 16 de Abril de 2010 na Antuérpia, Bélgica. O evento foi anunciado ao canal televisivo MTV a 3 de Dezembro de 2009. A cantora revelou que iria ser uma "digressão mundial e de longa duração". Começou a 16 de Abril de 2010 na Antuérpia, sendo que a primeira fase foi na Europa, com os actos de abertura de Vitaa, Pixie Lott, Tinchy Stryder, Tinie Tempah e a banda Vega. Live Nation e Roc Nation foram as patrocinadoras oficiais da turnê Norte da América, e a operadora Optus na Austrália. Rebel One, LLC é a equipa por detrás da gerência de todo o evento, sendo responsável pelo cumprimento de direcção criativa, pelo estilo e assistência, aprovisionamento, produção, pela banda e o coro. A banda, denominada Mad House, é quem monitoriza a parte sonora em conformidade com os vocais de Rihanna.
Para a produção de palco, foi concebido vários televisores LCD para exibir imagens promocionais do espectáculo, um carro antigo remodelado, um tanque de guerra cor-de-rosa, vários manequins, câmaras de filmar alteradas, entre outros utensílios, todos alusivos a cada canção interpretada. O tema descrito em cada concerto, revelava os sonhos e desejos de uma última rapariga na Terra. O alinhamento musical consistiu em músicas de Rated R, entre algumas retiradas de álbuns anteriores, como "Don't Stop the Music", "Disturbia", "Umbrella", entre outras.
O concerto foi divido em quatro segmentos, em que cada um deles incluía um vídeo de interlúdio, em que o primeiro demonstrava os sonhos da última rapariga à face da terra, cujo música de fundo era "Mad House", e foram sete as indumentárias diferentes. Após o esquema introdutório, a cantora entrava numa placa em movimento com sons de guitarra eléctrica. Ao longo de todo o evento, os cenários iriam mudando em conjunto com o aparecimento de dançarinos e outros elementos produtivos. A bateria e a guitarra foram dois instrumentos presentes durante as performances, sendo que artista teve aulas antes do início da digressão. Os críticos contemporâneos descreveram o evento como uma entrada no "mundo de Rihanna", realçando a afirmação de uma enorme evolução comparando ao ano em que "Pon de Replay" foi lançado em 2005, no início da carreira.

## Antecedentes

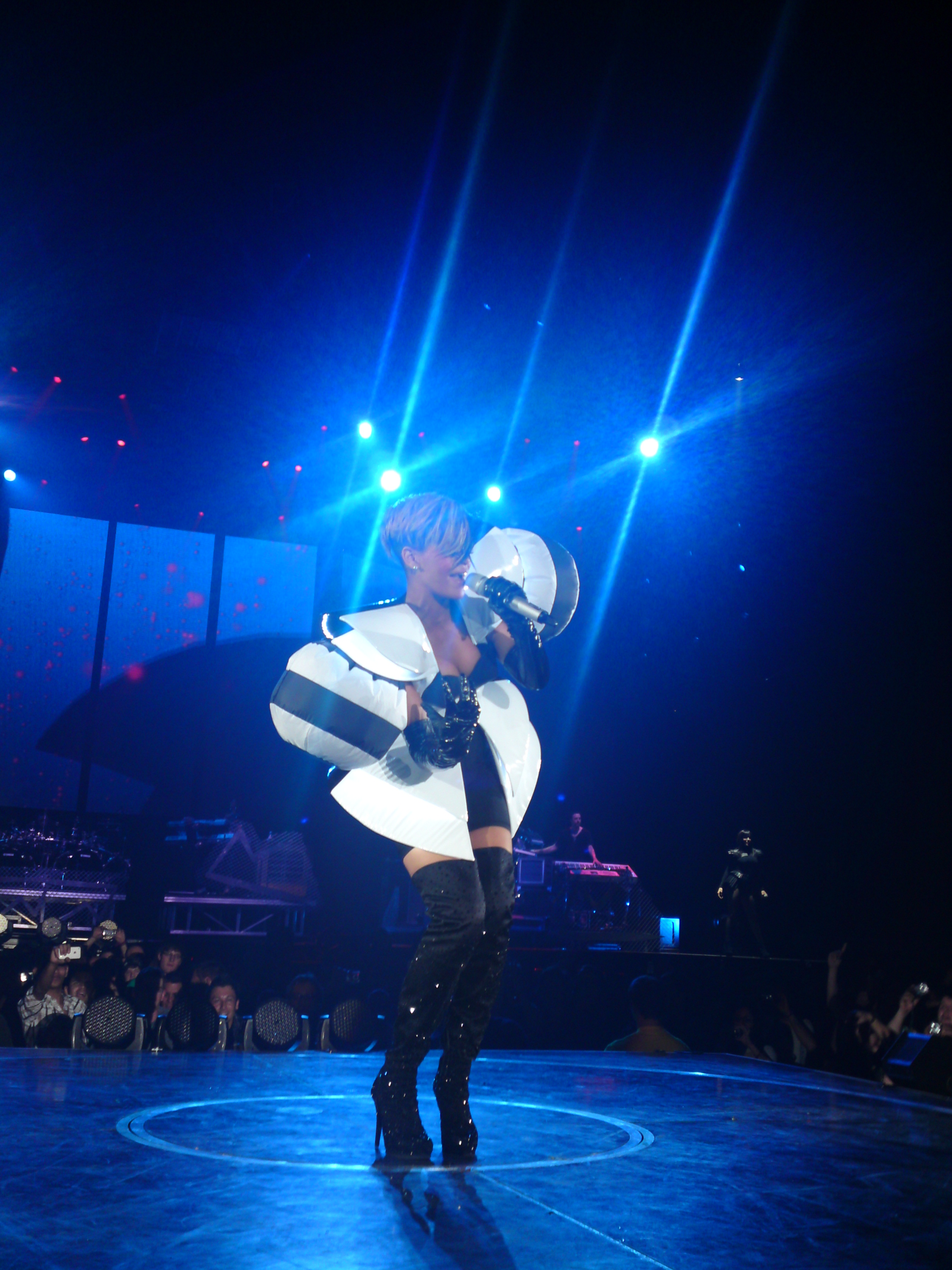
Rihanna interpretando "Umbrella" em Zurique.

Numa entrevista ao Entertainment Tonight, Rihanna explicou a origem do título da digressão. A cantora declarou: "Eu gosto de pensar em mim como "a última rapariga na Terra", porque às vezes as pessoas tomam decisões com base na perspectiva dos outros e, para mim, a minha vida é minha vida. O meu mundo, e eu vou vivê-la como quiser. É assim que penso sobre tudo, da maneira que estou focada em mim, e no meu trabalho. É um espaço muito estreito, um foco".
O evento foi anunciado oficialmente a 9 de Dezembro de 2009, durante as gravações do vídeo musical de "Hard". Rihanna anunciou algumas datas para a parte europeia no seu sítio oficial. A cantora e compositora britânica Pixie Lott foi seleccionada para abrir os concertos no Reino Unido, juntamente com Tinchy Stryder e Tinie Tempah. Em entrevista à MTV, afirmou: "Foram… saindo ideias diferentes e coisas interessantes que podemos fazer. Coisas que nunca vimos antes, mais ousadas - mas agora é quando realmente começam os ensaios e entramos no âmago da questão e dos detalhes", descreveu ainda a tournée como "ousada". A cantora continuou a afirmar que os espectadores "podem esperar algumas surpresas sexy quando for para o Reino Unido. Vou sair em digressão, esperando trazer até ao Reino Unido alguns festivais".
Durante os ensaios para a digressão, Rihanna também teve algumas aulas de bateria com Travis Barker. Esta prática foi posteriormente utilizada durante a performance de "Rude Boy" e da sua versão da canção "The Glamorous Life", originalmente de Sheila E.
Em Abril de 2010, as datas para a parte norte-americana foram anunciadas. Contudo, a rapper Nicki Minaj, que estava agendada originalmente para ser o acto de abertura, teve de sair para continuar a trabalhar no seu álbum de estreia.
Durante o mês de Março do ano de 2010, os jornais israelitas reportaram que a cantora faria um concerto no Bloomfield Stadium, em Tel Aviv a 30 de Maio de 2010. Foi patrocinado pela Orange Rockcorps. Esta organização permite que os que são voluntários na sua comunidade tinham, pelo menos, quatro horas para assistir ao concerto sem nenhum custo. Mais tarde, foi anunciado que Rihanna juntou-se aos voluntários antes do concerto para fazer trabalho comunitário local.
Antes do início da última fase na Austrália, a 16 de Novembro de 2010, a cantora revelou a Angie Martinez da rádio norte-americana Hot 97 que a etapa final da digressão precedia o início da sua nova tournée The Loud Tour.

## Desenvolvimento

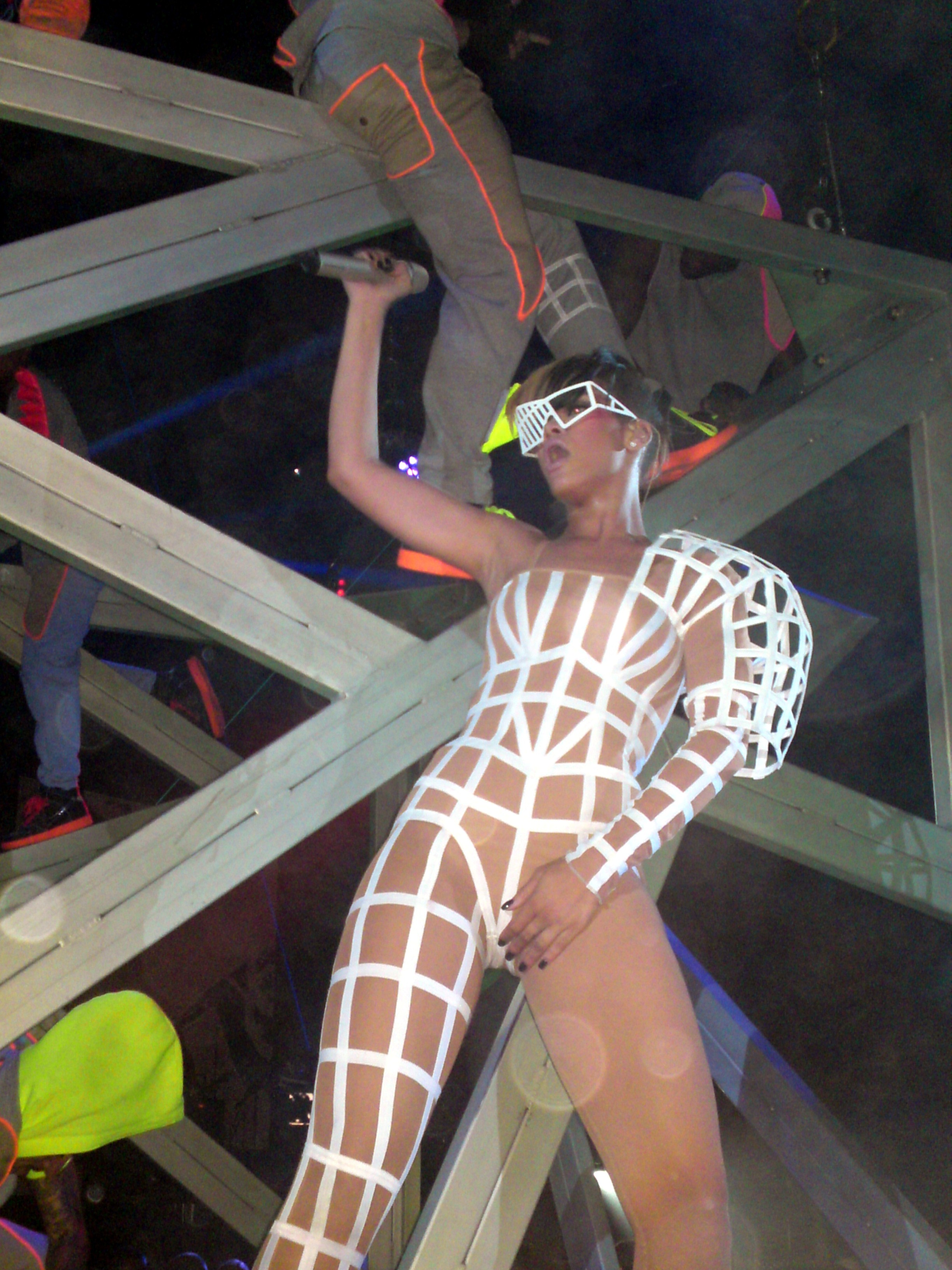
Rihanna interpretando "Don't Stop The Music"

Em entrevista à AOL, Rihanna revelou que os fãs podiam esperar um grande avanço em relação à suas digressões anteriores. A cantora comentou:
| “ | Nunca fizemos uma digressão desta envergadura. A produção é incrível, os fatos, levamos tudo para um novo nível. Visualmente e sonoramente, vai ser um grande passo, olhando para os trabalhos anteriores. Continuamos a crescer, e desta vez é uma produção em massa, mal posso esperar. | ” |

A tournée foi dirigida por Jamie King, conhecido pelas parcerias com a Madonna, Britney Spears e Avril Lavigne. Tina Landon, que trabalhou com Janet Jackson, esteve a cargo das coreografias. O director criativo da digressão foi Simon Henwood, que trabalhou também na área artística do álbum. Henwood explicou que juntamente com a cantora, falaram "extensivamente meses antes do lançamento do disco, e olhou para todos os aspectos da campanha - do estilo ao palco e efeitos visuais". O artista revelou ainda que "existia uma grande história que se desenvolveria através da campanha e, finalmente, revelaria-se com o decorrer da digressão, com inspirações no filme - The Omega Man e de ideias das canções - bem como visões pessoais de Rihanna".
Grande parte da banda que acompanhou Rihanna na digressão The Good Girl Gone Bad Tour transitou para o grupo musical desta. Um dos novos recrutamentos foi o do guitarrista português da banda Extreme, Nuno Bettencourt. Bettencourt explicou que os ensaios tinham sido "melhor do que esperava, porque a cantora também tem a banda mais incrível"

## Datas
| Europa                  |                     |                |                                             |
| 16 de Abril de 2010     | Antuérpia           | Bélgica        | Sportpaleis                                 |
| 17 de Abril de 2010     | Arnhem              | Países Baixos  | Gelredome XS                                |
| 19 de Abril de 2010     | Zurique             | Suíça          | Hallenstadion                               |
| 20 de Abril de 2010     | Lyon                | França         | Halle Tony Garnier                          |
| 21 de Abril de 2010     | Marseille           | França         | Le Dôme de Marseille                        |
| 23 de Abril de 2010     | Frankfurt           | Alemanha       | Festhalle                                   |
| 25 de Abril de 2010     | Oberhausen          | Alemanha       | König Pilsener Arena                        |
| 27 de Abril de 2010     | Genebra             | Suíça          | Geneva Arena                                |
| 28 de Abril de 2010     | Paris               | França         | Bercy                                       |
| 1 de Maio de 2010       | Hamburgo            | Alemanha       | Color Line Arena                            |
| 2 de Maio de 2010       | Berlim              | Alemanha       | O2 World                                    |
| 4 de Maio de 2010       | Esch-sur-Alzette    | Luxemburgo     | Rockhal                                     |
| 7 de Maio de 2010       | Birmingham          | Inglaterra     | LG Arena                                    |
| 8 de Maio de 2010       | Liverpool           | Inglaterra     | Echo Arena                                  |
| 10 de Maio de 2010      | Londres             | Inglaterra     | The O2                                      |
| 11 de Maio de 2010      | Londres             | Inglaterra     | The O2                                      |
| 13 de Maio de 2010      | Sheffield           | Inglaterra     | Sheffield Arena                             |
| 14 de Maio de 2010      | Nottingham          | Inglaterra     | Trent FM Arena                              |
| 16 de Maio de 2010      | Manchester          | Inglaterra     | Manchester Evening News Arena               |
| 17 de Maio de 2010      | Newcastle Upon Tyne | Inglaterra     | Metro Radio Arena                           |
| 19 de Maio de 2010      | Glasgow             | Escócia        | SECC                                        |
| 20 de Maio de 2010      | Glasgow             | Escócia        | SECC                                        |
| 22 de Maio de 2010      | Dublin              | Irlanda        | The O2                                      |
| 23 de Maio de 2010[A]   | Bangor              | País de Gales  | Vaynol Estate                               |
| 24 de Maio de 2010      | Belfast             | Irlanda        | Odyssey Arena                               |
| 26 de Maio de 2010      | Dublin              | Irlanda        | The O2                                      |
| Ásia                    |                     |                |                                             |
| 30 de Maio de 2010      | Tel Aviv            | Israel         | Bloomfield Stadium                          |
| Europa                  |                     |                |                                             |
| 1 de Junho de 2010      | Atenas              | Grécia         | Karaiskakis Stadium                         |
| 3 de Junho de 2010      | Istambul            | Turquia        | Turkcell Kurucesme Arena                    |
| 5 de Junho 2010[B]      | Madrid              | Espanha        | Arganda del Rey                             |
| 6 de Junho de 2010[C]   | Londres             | Inglaterra     | Wembley Stadium                             |
| América do Norte        |                     |                |                                             |
| 4 de Julho de 2010      | Vancouver           | Canadá         | General Motors Place                        |
| 5 de Julho de 2010      | Penticton           | Canadá         | South Okanagan Events Centre                |
| 6 de Julho de 2010      | Calgary             | Canadá         | Pengrowth Saddledome                        |
| 9 de Julho de 2010      | Sacramento          | Estados Unidos | ARCO Arena                                  |
| 10 de Julho de 2010     | Mountain View       | Estados Unidos | Shoreline Amphitheatre                      |
| 14 de Julho de 2010     | Albuquerque         | Estados Unidos | The Pavilion                                |
| 17 de Julho de 2010     | Las Vegas           | Estados Unidos | Mandalay Bay Events Center                  |
| 18 de Julho de 2010     | Anaheim             | Estados Unidos | Honda Center                                |
| 21 de Julho de 2010     | Los Angeles         | Estados Unidos | Staples Center                              |
| 22 de Julho de 2010     | Phoenix             | Estados Unidos | Cricket Wireless Pavilion                   |
| 24 de Julho de 2010     | Leredo              | Estados Unidos | Laredo Energy Arena                         |
| 25 de Julho de 2010     | San Antonio         | Estados Unidos | AT&T Center                                 |
| 30 de Julho de 2010     | Miami               | Estados Unidos | 1-800-ASK-GARY Amphitheatre                 |
| 31 de Julho de 2010     | Tampa               | Estados Unidos | Ford Amphitheatre                           |
| 5 de Agosto de 2010     | Toronto             | Canadá         | Molson Amphitheatre                         |
| 7 de Agosto de 2010     | Montreal            | Canadá         | Bell Center                                 |
| 8 de Agosto de 2010     | Mansfield           | Estados Unidos | Comcast Center                              |
| 11 de Agosto de 2010    | Uncasville          | Estados Unidos | Mohegan Sun Arena                           |
| 12 de Agosto de 2010    | Nova Iorque         | Estados Unidos | Madison Square Garden                       |
| 14 de Agosto de 2010    | Atlantic City       | Estados Unidos | Borgata Events Center                       |
| 15 de Agosto de 2010    | Wantagh             | Estados Unidos | Nikon at Jones Beach Theater                |
| 18 de Agosto de 2010    | Camden              | Estados Unidos | Susquehanna Bank Center                     |
| 20 de Agosto de 2010    | Bristow             | Estados Unidos | Jiffy Lube Live                             |
| 21 de Agosto de 2010    | Hershey             | Estados Unidos | Hersheypark Stadium                         |
| 22 de Agosto de 2010    | Clarkston           | Estados Unidos | DTE Energy Music Theatre                    |
| 25 de Agosto de 2010    | Chicago             | Estados Unidos | United Center                               |
| 28 de Agosto de 2010[D] | Syracuse            | Estados Unidos | Mohegan Sun Grandstand                      |
| Oceânia                 |                     |                |                                             |
| 25 de Fevereiro de 2011 | Brisbane            | Austrália      | Brisbane Entertainment Centre               |
| 26 de Fevereiro de 2011 | Gold Coast          | Austrália      | Gold Coast Convention and Exhibition Centre |
| 28 de Fevereiro de 2011 | Newcastle           | Austrália      | Newcastle Entertainment Centre              |
| 4 de Março de 2011      | Sydney              | Austrália      | Acer Arena                                  |
| 5 de Março de 2011      | Sydney              | Austrália      | Acer Arena                                  |
| 7 de Março de 2011      | Melbourne           | Austrália      | Rod Laver Arena                             |
| 8 de Março de 2011      | Melbourne           | Austrália      | Rod Laver Arena                             |
| 10 de Março de 2011     | Hindmarsh           | Austrália      | Adelaide Entertainment Centre               |
| 12 de Março de 2011     | Perth               | Austrália      | Burswood Dome                               |

Festivais musicais e outras performances
A Este concerto é parte do festival Radio 1's Big Weekend Music Festival.
B Este concerto é parte do festival Rock in Rio Madrid.
C Este concerto é parte do Summertime Ball da Capital FM.
D Este concerto é parte do Great New York State Fair.
Cancelamentos e concertos remarcados
- 2 de Julho de 2010: White River Amphitheatre em Auburn
- 12 de Julho de 2010: USANA Amphitheatre em Salt Lake City
- 15 de Julho de 2010: Comfort Dental Amphitheatre em Greenwood Village
- 22 de Julho de 2010: Cricket Wireless Pavilion em Phoenix. Esta data foi remarcada para AVA Amphitheater em Tucson.
- 24 de Julho de 2010: Superpages.com Center, Dallas. Esta data foi remarcada para Laredo Energy Arena em Leredo.
- 28 de Julho de 2010: Philips Arena em Atlanta
- 3 de Agosto de 2010: Verizon Wireless Music Center em Noblesville